# Rosa giraldii
Rosa giraldii là loài thực vật có hoa trong họ Hoa hồng. Loài này được Crép. miêu tả khoa học đầu tiên năm 1897.